# Gerry Kelly
Gerard Kelly (en gaèlic: Gearard Ó Ceallaigh), conegut com a Gerry Kelly (Belfast, 5 d'abril de 1953), és un polític republicà irlandès, antic voluntari de l'Exèrcit Republicà Irlandès Provisional (IRA o PIRA). Va tenir un paper destacat com a representant de l'IRA en les negociacions que van propiciar l'Acord de Divendres Sant del 1998, que iniciava un període de pau en el conflicte nord-irlandès. Actualment és membre l'Executiva nacional del Sinn Féin, i membre de l'Assemblea d'Irlanda del Nord (MLA) del districte electoral del nord de Belfast.

## Atemptat de l'Old Bailey
Kelly formava part de la unitat de l'IRA que va col·locar quatre cotxes bomba a Londres el 8 de març de 1973. Dues de les bombes van ser desactivades, però les altres dues van explotar, un a prop del Old Bailey i l'altre al Ministeri d'Agricultura, al costat de Whitehall. Com a conseqüència de les explosions, una persona va morir i gairebé 200 persones van resultar ferides. Kelly, que aleshores tenia 19 anys), va ser detingut junt a vuit persones més, incloent Hugh Feeney i les germanes Marian Price i Dolours Price. El novembre d'aquell mateix any van ser declarats culpables de diversos càrrecs relacionats amb els atemptats de Londres. Kelly va ser condemnat per conspiració i col·locació d'explosius, rebent dues condemnes a més vint anys.

## Empresonament
Després d'estar empresonats a Anglaterra, Kelly i els altres presos van fer una vaga de fam exigint l'estatus de pres polític i ser traslladats a presons d'Irlanda del Nord. Després de 60 dies de vaga de fam, durant els quals va ser alimentat forçosament, l'abril de 1975 Kelly va ser traslladat a la presó de Maze, prop de Belfast. A Maze Kelly va participar en noves protestes, i va fer diversos intents per fugir el 1977, 1982 i 1983. El 25 de setembre de 1983, Kelly va tenir un paper destacat en la fugida de la presó de Maze, que encara és considerada com una de les majors fugides de presos al Regne Unit i Europa. Kelly, juntament amb d'altres 37 presoners republicans van segrestar un camió i van fugir malgrat l'enorme disposisitiu de seguretat de la presó 40 oficials. Durant la fugida, Kelly va disparar al cap a un oficial de la presó, que va intentar frustrar la fugida, que va sobreviure.
Després de la fugida, Kelly va estar tres anys pròfug i es va tornar a implicar en una unitat e l'IRA que operava a Europa. Va ser detingut el 16 de gener de 1986 als Països Baixos, juntament amb Brendan "Bik" McFarlane, al seu pis d'Amsterdam. En el moment de la seva detenció, la policia holandesa va recuperar efectiu en diverses monedes, mapes i passaports falsos, i les claus d’un contenidor que contenia 14 rifles, municions i nitrobencè. El 4 de desembre de 1986, els dos membres de l'IRA van ser extradits al Regne Unit en un helicòpter de la RAF, retornant a la presó de Maze. El 2 de juny de 1989, Kelly va ser alliberat d'acord amb les condicions d'extradició acordades amb les autoritats holandeses.

## Carrera política
En sortir de la presó, Kelly es va implicar activament en la política i es va convertir en un membre destacat del Sinn Féin. El 27 de juny de 1998 va ser elegit a l'Assemblea d'Irlanda del Nord. Va ser vicepresident del comitè de desenvolupament social a l'Assemblea del 1998-2003, i actualment és portaveu del Sinn Féin sobre Policia i Justícia, i membre polític de la Junta de Policia d'Irlanda del Nord (Northern Ireland Policing Board). Ell i Martin McGuinness van participar en negociacions secretes amb representants del govern britànic des del 1990 fins al 1993. Membre del cercle de confiança de Gerry Adams i considerat un dels veterans més carismàtics entre els republicans, Kelly va tenir un paper destacat en les negociacions del procés de pau d'Irlanda del Nord, que van conduir a l'Acord del Divendres Sant el 10 d'abril de 1998. En la promoció del procés de pau, va mantenir converses amb Nelson Mandela, Thabo Mbeki, Bill Clinton, Tony Blair i Bertie Ahern.
El 27 de juny de 1998 va ser elegit a l'Assemblea d'Irlanda del Nord. Va ser vicepresident del comitè de desenvolupament social a l'Assemblea del 1998-2003, i actualment és portaveu del Sinn Féin sobre Policia i Justícia, i membre polític de la Junta de Policia d'Irlanda del Nord (Northern Ireland Policing Board).
El 2013 Kelly va ser el centre d'una polèmica per haver-se aferrat a la part davantera d'un vehicle del Servei de Policia d'Irlanda del Nord (PSNI), durant una protesta a la seva circumscripció electoral. Aquell mateix any, Kelly va ser el representant del Sinn Féin durant les converses entre els diferents partits nord-irlandesos que va presidir el diplomàtic estatunidenc Richard Haass. L'any 2018 va protagonitzar una fotografia icònica de les cionseqüències de procés de pau irlandès, quan va saludar el Príncep de Gal·les durant una visita que aquest va fer a Irlanda del Nord.